# Harriet Monroe
Harriet Monroe (Chicago, 23 dicembre 1860 – Arequipa, 26 settembre 1936) è stata un'editrice, critica letteraria e poetessa statunitense, studiosa e attiva sostenitrice e protettrice delle arti.

## Biografia
Divenne conosciuta principalmente per essere stata la fondatrice e per lungo tempo editrice della rivista Poetry, che fu pubblicata per la prima volta nel 1912. In quanto sostenitrice di poeti come Wallace Stevens, Ezra Pound, Hilda Doolittle, T. S. Eliot, William Carlos Williams, Carl Sandburg e altri, giocò un importante ruolo nello sviluppo del moderno panorama poetico.
Data l'intensa corrispondenza intrattenuta con tali autori, il suo epistolario è importante fonte di informazione riguardo pensieri e temi dell'epoca.

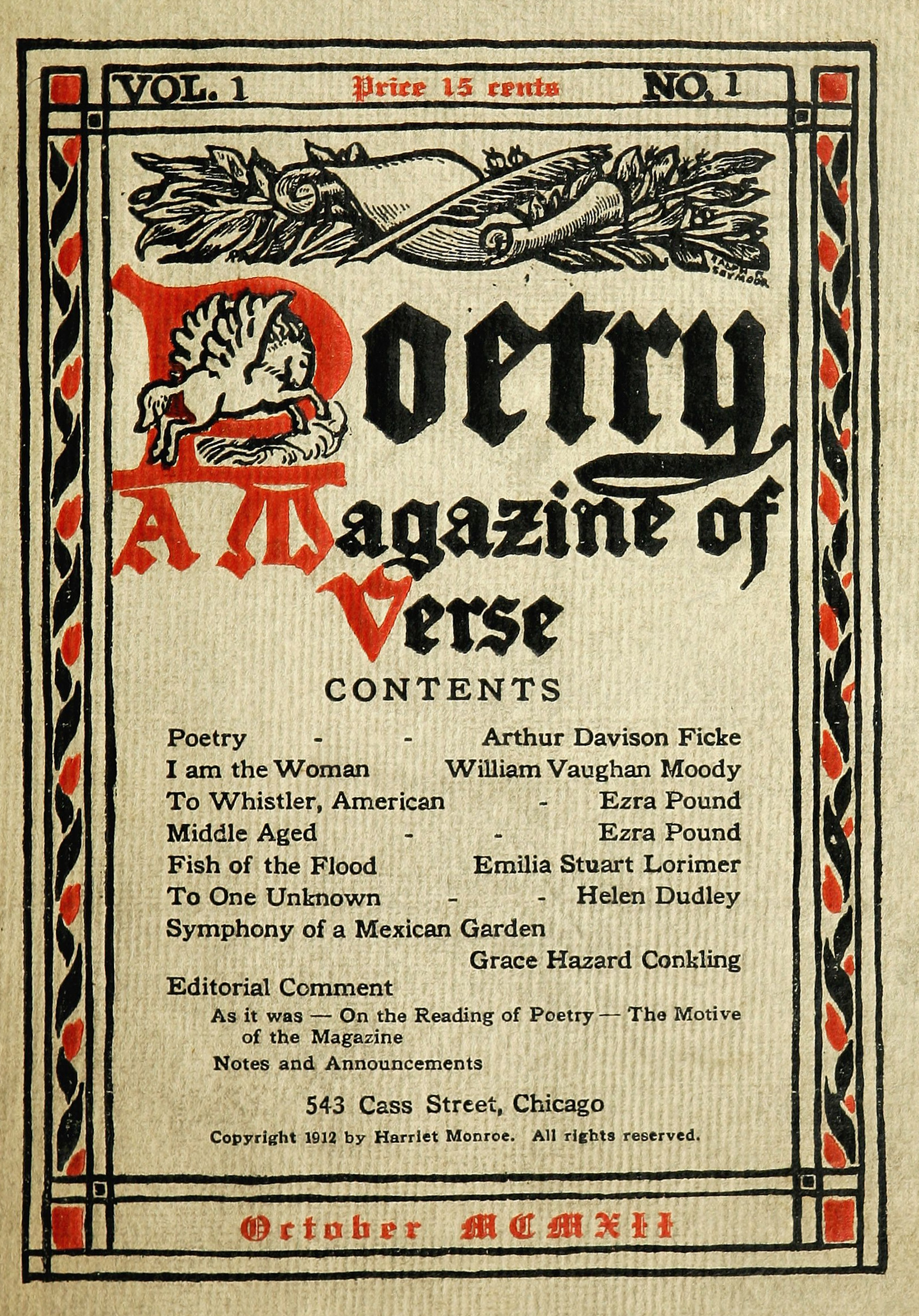